# L'Orage (film, 1957)
Pour plus de détails, voir Fiche technique et Distribution.
L'Orage (Шторм) est un film soviétique de 1957 réalisé par Mikhaïl Dubson et basé sur une  pièce éponyme de Vladimir Bill-Bielotserkovski.

## Synopsis
L'histoire se passe pendant la guerre civile russe après la Révolution.

## Fiche technique
- Titre : L'Orage
- Autre titre : Storm
- Titre original : Шторм
- Réalisateur : Mikhail Dubson
- Scénario : Vladimir Bill-Bielotserkovski
- Production : Lenfilm
- Pays d'origine :  Union soviétique
- Langue : russe
- Genre : drame historique
- Durée : 102 minutes
- Dates de sortie : 1957

## Distribution
- Vsevolod Safonov : Bourmine, président du comité régional
- Emma Popova : Sacha Kartseva
- Evgueni Lebedev : Commissaire Lachiline
- Nikolaï Grabbe : Smilgis, président de la Tchéka
- Sergueï Filippov : Vilenchuk
- Andreï Kostritchkine : vieil homme sourd
- Ivan Koval-Samborski : Bogomolov
- Innokenti Smoktounovski : Mouromtsev
- Lidia SoukharevskaÏa : Manka
- Gueorgui Youmatov : Gratchev
- Gueorgui Jjionov : Gavrila
- Tamara Nossova : Dusia Savandeeva
- Boris Leskine : magasinier
- Elza Lejdeï : nonne